# Schwarzsee (Tyrolen, Sölden)
Schwarzsee är en sjö i Österrike.   Den ligger i förbundslandet Tyrolen, i den västra delen av landet, 400 km väster om huvudstaden Wien. Schwarzsee ligger 2 790 meter över havet. Den högsta punkten i närheten är Schwarzkogel, 3 017 meter över havet, sydväst om Schwarzsee.